# Promachus mediospinosus
Promachus mediospinosus là một loài ruồi trong họ Asilidae. Promachus mediospinosus được Speiser miêu tả năm 1913.